# Gilbert De Roover
Gilbert De Roover (Booischot, 24 februari 1949) is een Belgisch voormalig motorcrosser.

## Levensloop
De Roover was in de jaren '70 actief in de 125 cc. Hij reed op een Husqvarna en Zündapp. In 1975 werd hij vice-wereldkampioen in deze klasse. Later maakte hij de overstap naar Beta, waarmee hij aantrad in de 500 cc. In totaal won hij drie Grand Prix.